# Nurhaci
Nurhaci (manxú: ᠨᡠᡵᡤᠠᠴᡳ,nurgaci; xinès:努爾哈赤; pinyin: Nǔ'ěrhāchì) (21 de febrer de 1559 – 30 de setembre de 1626) va néixer dins del clan Gioro de la tribu del riu Suksuhu de les muntanyes Changbai, en l'actual frontera entre Corea del Nord i la Xina. Segons les cròniques xineses, es va formar com a soldat en una fortificació en Fushun, on va aprendre xinès

## Orígens
La dinastia Ming va adoptar una estratègia política de dividir i dominar les diferents tribus Jurtxets, i els van classificar en tres grups, els Jianzhou, els Jurchens i els Haidong.
El 1582 el seu pare i el seu avi van ser morts per un cap jurtxet rival que lluitava sota les ordres d'un general xinès. A principis de 1583, Nurhaci va obtenir del general Ming Li Chengliang el dret de succeir al seu pare com a cap menor dels jurtxets Jurchen. Va entrar a la guerra amb Nikan Wailan i el va obligar a fugir a la dinastia Ming, on finalment va ser executat.. va ser nomenat cap del seu clan i, de mica en mica, es va anar imposant sobre totes les tribus dels jurtxet. Per cimentar el seu poder va actuar sovint com a aliat de la dinastia Ming i el 1592 – 1593 va oferir fins i tot els seus exèrcits per combatre contra la invasió de Corea per part de Toyotomi Hideyoshi. El 1593, a la batalla de Gure, va derrotar l'aliança de les altres tribus jurtxets: yehe, hada, ula, hoifa, khorchin, sibe, guwalca, jušeri i neyen. El seu poder va despertar les inquietuds dels seus veïns Ming i Yis.

## Unificació dels jurtxets
Nurhaci va aconseguir unificar les diverses tribus jurtxet dotant-les d'una organització militar i administratives: el sistema de les banderes (qi) Es distingien per colors: groc, vermell, blau i blanc, quatre de llises i quatre d'enrivetades; que eren simultàniament unitats militars i administratives. Interiorment estaven organitzades en divisions i companyies i eren lliurades als generals manxús en propietat. Cada bandera havia de proporcionar la cavalleria i les tropes que calien per a les campanyes militars i eren responsables de tots el processos civils i militars i administratius que sorgissin al seu territori.
El 1599 va ordenar a dos dels seus traductors, Erdeni Bagshi i Gagai Jarguchi, que creessin una escriptura pròpia pel manxú per a substituir la jurtxet que havien estat emprant fins aleshores partint de l'alfabet mongol. La nova l'escriptura manxú seria un element diferenciador visible entre els manxús i la resta de l'imperi; tots els documents confidencials s'escriurien emprant-la i compartiria oficialitat amb el xinès, mongol, uigur i tibetà.
De 1599 a 1618 Nurhaci endegà una campanya contra les quatre tribus Hulun. Va començar atacant els hada el 1599 i els va conquerir el 1603. Després, el 1607, els hoifa també van ser conquerits amb la mort del seu beile Baindari, seguida d'una expedició contra ula i el seu beile Bujantai el 1613, i finalment els yehe i el seu beile Gintaisi caigueren a la batalla de Sarhu el 1619. A mesura que el poder de Nurhaci es va expandir, la relació amb la dinastia Ming també es va fer cada cop més tensa. El 1608, es va prohibir als súbdits Ming conrear la terra o recol·lectar ginseng, un dels principals productes d'exportació dels jurtxets, dins dels dominis de Nurhaci.

## Fundació dels Jin posteriors
El 1606, els mongols li van donar el títol de Kundulun Khan i el 1616 es va nomenar a si mateix kan i va fundar la dinastia dels Jin posteriors per tal de lligar amb la dinastia jurtxet que havia governat la Xina en el segle xii. La necessitat de distribuir constantment riqueses en forma de regals el va empènyer a atacar el Liaoning, on la pressió demogràfica i militar dels Ming li resultava cada cop més amenaçant.
En 1618 Nurhaci va fer redactar un document que es deia les Set Grans Vexacions en el qual proclamava els motius pels que es revoltava contra els governants de la dinastia Ming. El 1618 va conquerir Fushun
Nurhaci es va retirar a Hetu Ala, la capital de Jin posterior, on va romandre un mes, en el qual la fortalesa de Qinghe va ser reforçada amb uns centenars d'homes. El comissari militar Yang Hao va aconsellar al comandant de la fortalesa, Zou Chuxian, que embosqués amb canons als Jin en un port de muntanya proper però va quedar-se a la fortalesa, on fou derrotat i mort.
El 1619, Nurhaci va atacar els Yehe en un intent de provocar els Ming, i l'Emperador Wanli va respondre enviant forces expedicionàries liderades per Yang Hao per assetjar Hetu Ala des de quatre rutes però la cavalleria Jin posterior va derrotar a la batalla de Sarhū a les forces Ming i els seus aliats Joseon equipades amb canons de mà, canons i arcabussos. Nurhaci va continuar l'atac a Ming atacant la ciutat de Kaiyuan, que va caure el 26 de juliol de 1619, i unes setmanes més tard va atacar Xicheng, la llar dels Yehe dirigint personalment l'avantguarda i prenent la muralla est. Els habitants de Yehe es van salvar, però els Ming que havien lluitat al seu costat van ser executats.
A principis de 1621 Nurhaci va envair la península de Liaodong i després de la batalla de Shen-Liao va capturar les ciutats de Shenyang i Liaoyang dels Ming. Va moure la capital de Hetu Ala a Liaoyang en 1621 i a Shenyang, que reanomenà com Mukden el 1625 i on es va fer construir un palau.
Les relacions amb els seus nous súbdits, majoritàriament xinesos, no van ser fàcils: si bé des del primer moment Nurhaci va incorporar a la nova cort els supervivents de la burocràcia imperial de Shenyang, imprescindibles tant per a conduir les relacions amb les corts Ming i Yis com per a portar el registres, la pressió econòmica que suposava la instal·lació de tota una població jurtxet al Lianoning, i que els xinesos havien d'alimentar i allotjar, va provocar un seguir de rebel·lions.

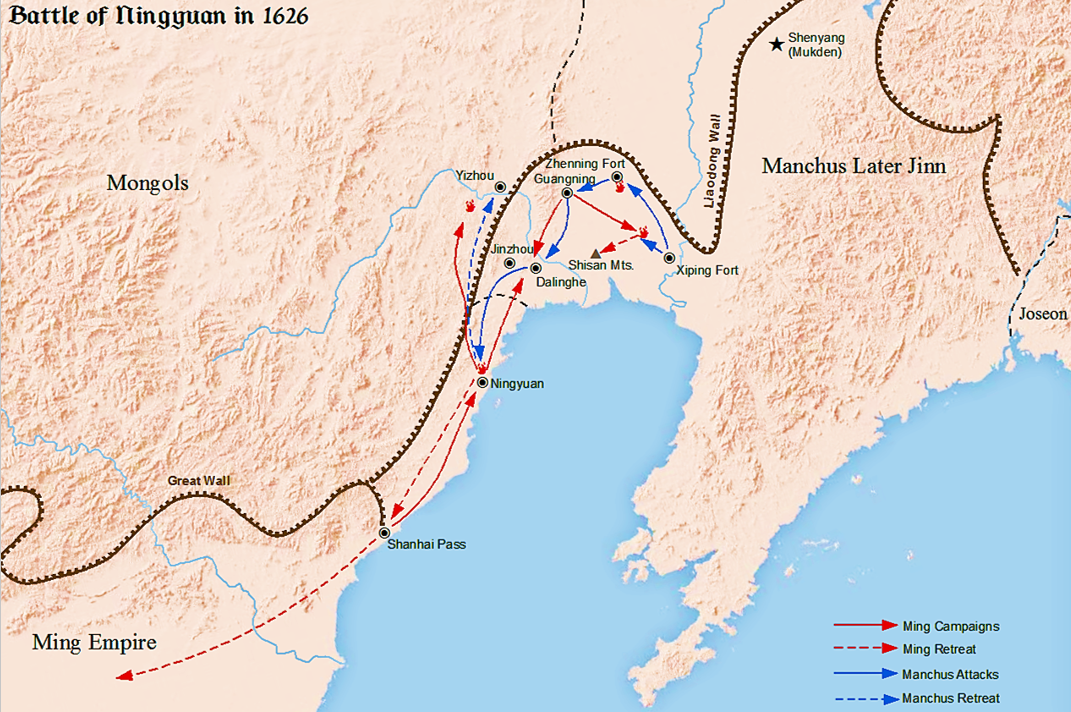
batalla de Ningyuan

El 28 de setembre de 1626 els Ming el van derrotar en la batalla de Ningyuan (actual Xingcheng, província de Liaoning). Nurhaci va ser ferit per un canó portuguès i va morir dos dies després, el 30 de setembre. La seva tomba es pot trobar a la seva capital de Shenyang. El va succeir son fill Huang-Taiji.